# Jean Eugène Robert-Houdin
Jean Eugène Robert-Houdin (Blois, 7 dicembre 1805 – Saint-Gervais-la-Forêt, 13 giugno 1871) è stato un illusionista francese.
È stato il più famoso illusionista francese del XIX secolo, soprannominato "il rinnovatore dell'arte magica". Considerato uno dei più grandi illusionisti e prestigiatori di tutti i tempi e ampiamente accettato come padre della magia da palcoscenico moderna. A lui si ispirò Ehrich Weisz nello scegliere il suo nome d'arte Harry Houdini.

## Biografia
Jean Eugène Robert nacque il 6 dicembre 1805, ma in realtà un giorno dopo da come dice la sua autobiografia, a Blois, in Francia. Suo padre, Prosper Robert, era uno dei migliori orologiai di Blois. Talentuoso artigiano e duro lavoratore, il sogno di Prosper era quello di sostenere la sua famiglia, ma anche quello di far raggiungere a suo figlio i gradini più alti della scala sociale. La madre di Jean Eugène, Marie-Catherine Guillon, morì quando lui era ancora un bambino. All'età di undici anni, Prosper lo mandò all'Università di Orléans. Sette anni dopo si diplomò e tornò a Blois. Suo padre voleva farlo diventare un avvocato, ma Jean Eugène voleva seguire le orme di suo padre e lavorare come orologiaio.
Aveva un'ottima grafia, e questo gli valse il posto di assistente nell'ufficio di un avvocato. Ma invece di studiare legge, aggiustava oggetti meccanici. Il suo datore di lavoro lo rimandò da suo padre. Gli fu detto che gli si confaceva meglio il lavoro di orologiaio che quello di avvocato, ma suo padre aveva già abbandonato l'attività, così divenne apprendista da suo cugino che possedeva un negozio di orologeria. Così per un breve periodo, Jean fu un orologiaio. Intorno alla metà degli anni venti Jean acquistò un set di due volumi sull'orologeria chiamato Traité de l'horlogerie e scritto da Ferdinand Berthoud.
Quando tornato a casa aprì la confezione con i libri, fu sorpreso nello scoprire che non erano i due volumi di Berthoud, ma i due volumi del Dictionnaire Encyclopedique des Amusemens des Sciences (1792) di Lacombe (conservati oggi presso la Maison de la Magie di Blois). La curiosità lo tentò e, invece di riportare indietro i libri, li tenne per sé. Da quei due volumi apprese le basi della magia. Si allenava tutto il giorno.
Da quando ricevette questi libri sulla prestigiazione divenne molto interessato a quest'arte. Era turbato dal fatto che i libri spiegavano solo come il gioco funzionava e non come andava eseguito. Scoprì, infatti, che apprendere dai libri di quel tempo era difficile a causa della mancanza di spiegazioni dettagliate, ma i libri stimolarono il suo interesse per quest'arte. Così Jean iniziò a prendere lezioni da un prestigiatore dilettante della zona. Pagò 10 franchi per una serie di lezioni da un uomo di Blois che si chiamava Maous. Maous era un podologo, ma faceva anche l'intrattenitore a fiere e feste esibendosi come mago. Era competente nella tecnica ed insegnò a Jean come fare il giocoliere per coordinare occhi e mani. Gli insegnò anche le basi del gioco dei bussolotti. Disse al giovane Jean che la destrezza di mano si acquisiva con l'allenamento e, per questo, Jean si allenava costantemente.
La magia era il suo passatempo, nel frattempo continuava i suoi studi da orologiaio e quando sentì di essere pronto, si trasferì a Tours e aprì un'attività di orologeria, continuando a praticare la magia. La maggior parte di ciò che sappiamo su Robert-Houdin viene dalle sue biografie - i suoi scritti erano intesi più per divertire che come cronache reali, rendendo così difficile separare la realtà dalla finzione. Ciò che si sa è che iniziò ad esibirsi molto presto, quando si unì ad una compagnia teatrale amatoriale. Successivamente si esibì come mago professionale per alcune feste. Durante una di queste feste incontrò la figlia di un orologiaio parigino, Monsieur Jacques François Houdin, anche lui proveniente da Blois. Il nome della figlia era Josèphe Cecile Houdin e Jean si innamorò di lei fin dal primo incontro. Il giorno 8 luglio 1830 si sposarono. Egli cambiò il suo cognome unendo con un trattino il cognome di sua moglie al suo, modificandolo così in Robert-Houdin.
Si trasferì a Parigi e lavorò nel negozio di vendita all'ingrosso di suo suocero. Jacques François era uno degli ultimi orologiai a usare antiche tecniche di artigianato per ogni singolo pezzo e sfruttò la passione per la meccanica di suo genero. Mentre Mr. Houdin lavorava nel negozio principale, Jean tentava di riparare giocattoli meccanici e automi. Lui e Josèphe ebbero otto figli, dei quali solo tre sopravvissero; cosa abbastanza normale per quel periodo.
Nonostante il suo lavoro nel negozio, Jean continuava a praticare la magia. Quasi per caso, camminando in un negozio su Rue Richelieu, scoprì che questo vendeva materiale per prestigiatori. Visitò il negozio che apparteneva a Père Roujol. Lì incontro diversi prestigiatori, sia dilettanti che professionisti, che lo coinvolsero in discussioni sull'arte della magia. Incontrò anche un aristocratico di nome Jules de Rovère, che coniò il termine "prestidigitation" per descrivere il grande utilizzo della misdirection da parte dei prestigiatori.
Al negozio di Père Roujol, Robert-Houdin imparò i dettagli di molti giochi meccanici di quel tempo ed anche il modo in cui migliorarli. Da quel momento Jean costruì i suoi propri apparati meccanici, come un uccello che canta, un funambolo su una corda e un automa capace di eseguire il gioco dei bussolotti. Il suo automa più popolare poteva scrivere e disegnare. Il 19 ottobre 1843, la sua amata moglie, dopo essere stata malata per mesi; morì all'età di trentadue anni. Alla sua morte lasciò a Jean tre giovani bambini di cui prendersi cura; per occuparsi di questo compito si risposò nell'agosto dello stesso anno con Françoise Marguerite Olympe Braconnier, una donna dieci anni più giovane di lui.
Robert-Houdin amava vedere i grandi spettacoli di magia che venivano a Parigi. Sognava di poter aprire un proprio teatro. In quel periodo fu assunto da un suo amico, Count de l'Escalopier, per esibirsi in feste private. Avendo del tempo libero, cominciò a costruire attrezzatura per uso personale invece di venderla agli altri. I guadagni dal negozio e dalle sue nuove invenzioni gli diedero abbastanza soldi per costruire attrezzature con il vetro che erano (o almeno apparivano) senza alcun tipo di trucco. Per il suo teatro immaginava un palcoscenico che fosse elegante come i salotti dove era chiamato ad esibirsi. Pensava inoltre che un prestigiatore dovesse vestirsi con i tradizionali abiti da sera.
Ottenne un aiuto finanziario da Count de l'Escalopier, che gli diede i 15.000 franchi per realizzare il suo sogno. Noleggiò alcune stanze sopra il portale ad arco dei giardini del Palais Royal, un tempo appartenente al Cardinale Richelieu. Assunse degli operai per ridisegnare l'insieme delle stanze in un teatro. Le finiture furono colorate di color oro. Fu appeso un elegante sipario, raffinati candelabri furono posizionati ovunque e l'arredamento era nello stile di Luigi XV.
La prima del suo teatro, che aveva duecento posti, fu messa in scena il 3 luglio 1845 e rappresentava una delle sue "Soirées Fantastiques". Il suo spettacolo non fu analizzato dalla critica, ma nelle sue memorie, Robert-Houdin dice che fu un disastro. Soffrì la paura da palcoscenico che lo fece parlare troppo veloce e in modo monotono. Dice che non sapeva cosa stava dicendo o facendo e fu tutto una confusione. Egli credeva che un mago non deve presentare un effetto fino a che non lo ha perfezionato meccanicamente per essere certo di evitare errori, questo fece sì che Jean si allenò moltissimo.
Dopo il primo spettacolo stava per avere un esaurimento nervoso. Chiuse il teatro con l'intenzione di chiuderlo del tutto, ma un suo amico gli disse che era un'idea sciocca. Invece di ammettere l'errore Robert-Houdin, irritato dall'affronto del suo amico, riprese coraggio e continuò a esibirsi per ancora molto tempo. Dopo non molto tempo il quarantenne Robert-Houdin acquisì la confidenza necessaria per esibirsi sul palco. Con ogni esibizione migliorava e cominciò a ricevere approvazione da parte della critica. Le Charivari e L'illustration dissero entrambi che le sue meraviglie meccaniche e la sua magia creativa erano comparabili a quelle di Philippe e di Bosco. Nonostante ciò, poche persone andavano al suo piccolo teatro durante i mesi estivi ed ebbe molte difficoltà a tenerlo aperto. Per ottenere i soldi necessari vendette tre case ereditate dalla madre.
L'anno seguente, aggiunse un nuovo gioco al suo programma che divenne molto popolare. I posti al Palays Royal erano molto richiesti. Questo nuovo effetto era chiamato Second Sight. Second Sight portava il pubblico nel teatro piccolo e lì, esso poteva ammirare le altre meraviglie che Robert-Houdin aveva da offrire.

## Risultati più importanti
Si dice che gli Arabi di Algeria venivano incitati dai loro capi religiosi a ribellarsi contro i colonialisti francesi per mezzo di pratiche magiche. Nel 1856, il Secondo Impero Francese di Napoleone III portò l'ormai pensionato Robert-Houdin in Algeria, sperando che potesse eseguire giochi molto più impressionanti, al fine di dissuadere i ribelli dall'idea di ribellione. Si dice che i giochi di Robert-Houdin soppressero l'influenza dei mullah. Inoltre gli Arabi divennero terrorizzati da Robert-Houdin. In uno dei suoi effetti si fece sparare un proiettile addosso da un arabo, ma invece di ucciderlo, il proiettile fu trovato tra i suoi denti. Dopo questo, credevano potesse fare qualunque cosa. Robert-Houdin non era il primo illusionista a eseguire il bullet catch, e molti dopo lui crearono una propria versione dell'effetto.
Usò anche un altro gioco per provare che la magia francese era più forte delle tecniche di stregoneria locali: mostrò una scatola vuota con un fondo di metallo che nessuno riusciva ad alzare. Accendendo un elettromagnete nascosto sotto il pavimento, rendeva impossibile spostare la scatola, dimostrando così che, attraverso questo "potere", poteva far sì che essa fosse impossibile da alzare anche per i più forti guerrieri algerini. Notò che il gioco aveva un impatto maggiore sui suoi spettatori non quando affermava che poteva rendere la scatola pesantissima, ma quando diceva che poteva rendere debole un uomo molto forte, tanto che non sarebbe riuscito a sollevare neanche una scatola che anche un bambino sarebbe riuscito ad alzare.
Un altro dei suoi risultati importanti è il rinnovamento dell'arte magica, proprio per questo Robert-Houdin è spesso considerato il "padre della magia moderna". Prima di lui i maghi si esibivano in mercati e fiere, lui invece si esibiva in teatri e a feste private. Scelse anche di indossare abiti eleganti, come quelli del suo pubblico. Ancora oggi molti maghi seguono questa usanza indossando il frac durante le loro esibizioni.

## Illusioni più famose
Robert-Houdin pensava che ogni spettacolo dovesse essere programmato in modo che ogni gioco si sviluppasse a partire da quello precedente. Ogni sorpresa deve condurre a una sorpresa ancora più grande. Molti degli effetti di Robert-Houdin sono diventati classici. Eccone alcuni.

### Second Sight
Quando Robert-Houdin aprì il suo proprio teatro, poche persone andavano ai suoi spettacoli, Jean Eugène capì che necessitava qualcosa di più straordinario, che portasse il pubblico al suo teatro. Così pensò di fare un esperimento di lettura del pensiero, inventando una storiella su come suo figlio Emile aveva creato un gioco del tipo "nascondi un oggetto" che poi Robert-Houdin aveva utilizzato come effetto per i suoi spettacoli.
Chiamò il gioco "Second Sight", un nome già utilizzato da alcuni prestigiatori come John Henry Anderson, ma il suo effetto era completamente diverso. Anderson utilizzava una scatola all'interno della quale venivano inseriti degli oggetti. Il medium avrebbe poi descritto il contenuto della scatola. Nella versione di Robert-Houdin, egli sceglieva degli oggetti del pubblico e poi il suo assistente bendato, che era suo figlio, li descriveva dettagliatamente. Questo gioco causava molto stupore e portò molte persone ad assistere ai suoi spettacoli. 
Alcune volte Robert-Houdin cambiava la procedura: invece di chiedere al figlio cosa si trovava nelle sue mani, suonava una campanella. Questo sbalordì coloro che sospettavano l'utilizzo di un codice nel loro linguaggio. Alcuni spettatori non erano ancora convinti e provavano a far sbagliare Emile portando con sé libri scritti in greco o strani attrezzi come ad esempio dei contafili.
Robert-Houdin rendeva il gioco ancora più difficile. Metteva un bicchiere d'acqua nelle mani di suo figlio e lui beveva dal bicchiere. Riusciva a percepire il sapore dei liquidi che gli spettatori dal pubblico stavano solo pensando.

### The Ethereal Suspension
Durante il periodo di Robert-Houdin, tutta Parigi parlava entusiasticamente degli utilizzi dell'etere. Egli approfittò di questo, presentando un gioco che sembrava utilizzare questo misterioso liquido. Raccontava al pubblico di aver scoperto un nuovo straordinario utilizzo dell'etere: "Se una persona in un momento di massima concentrazione inala questo liquido, il corpo di questa persona diventa, per qualche istante, leggero come un palloncino" diceva Robert-Houdin.
Procedeva poi col provare questa affermazione. Posizionava tre sgabelli su una panca di legno. Il figlio più giovane, Eugène, si metteva in piedi sullo sgabello centrale. Seguendo le istruzioni del padre, distendeva le braccia. Robert-Houdin posizionava due bastoni sopra lo sgabello e li sistemava sotto le braccia del figlio. 
Prendeva una fiala di etere e la apriva. Il pubblico ne sentiva l'odore diffondersi nel teatro. Metteva la fiala sotto il naso del figlio e sembrava come se svenisse. In realtà la fiala era vuota e l'odore che il pubblico percepiva veniva diffuso dal figlio Emile che spargeva del vero etere nel teatro.
Robert-Houdin toglieva lo sgabello dai piedi del figlio ed egli rimaneva come appeso nell'aria. Toglieva uno dei bastoni e il figlio rimaneva appeso su un solo braccio, poi metteva la sua mano sotto la testa di Eugène. Tutto ciò era già abbastanza sorprendente. Poi continuava, in modo ancora più sbalorditivo: metteva il figlio in posizione orizzontale utilizzando il solo dito mignolo. Poi lo lasciava e lui rimaneva sospeso a mezz'aria. Robert-Houdin si allontanava, lasciando il figlio in quella posizione sospesa, sorretto solamente dal suo gomito e da nessun altro tipo di sostegno.
Quando l'effetto dell'etere stava per svanire, Robert-Houdin riportava il figlio in posizione verticale. Quando il figlio rinveniva, sembrava come se non fosse accaduto nulla. Ma lo spettacolo non era ancora finito: Robert-Houdin aumentava la sorpresa del pubblico gradualmente fino al momento finale, nel quale il figlio sembrava esplodere. A causa di questo molte persone scrissero lettere a Robert-Houdin pensando che stesse mettendo in serio pericolo la salute di suo figlio, anche se in realtà l'etere non aveva nessun ruolo nel suo gioco.
Robert-Houdin non era il primo ed esibirsi nella levitazione. Il primo in Europa è stato Ching Lau Lauro tra il 1832 e il 1833.

### The Marvelous Orange Tree
In un tavolo di lato, Robert-Houdin teneva un uovo, un limone ed un'arancia. Andava in mezzo al pubblico e prendeva in prestito un fazzoletto da una signora. Lo arrotolava, facendolo diventare una palla. Poi strofinava questa palla tra le sue mani e il fazzoletto diventava sempre più piccolo, fino a scomparire del tutto e a passare magicamente all'interno dell'uovo sul tavolo.
Prendeva l'uovo dal tavolo. Il pubblico pensava che lo rompesse e aprendolo trovasse il fazzoletto della spettatrice. Invece, egli faceva scomparire anche l'uovo. Diceva poi ai suoi spettatori che l'uovo era passato all'interno del limone. La procedura veniva ripetuta con il limone e con l'arancia. Quando l'arancia scompariva, tutto ciò che ne restava era una polvere molto sottile. Questa veniva messa in una fiala d'argento. Aggiungeva dell'alcol e metteva il tutto sul fuoco che si colorava di blu.
Un piccolo arancio piantato in un vaso di legno veniva portato sul palco da un suo assistente. Il pubblico poteva notare che l'albero era spoglio di fiori e di frutti. La fiamma blu, che bruciava il liquido nella fiala veniva posizionata sotto il vaso. I vapori che la fiamma produceva facevano aprire le foglie e germogliare i fiori dell'arancio. Robert-Houdin prendeva la sua bacchetta e la agitava contro l'albero. I fiori sparivano e spuntavano delle arance.
Coglieva le arance dall'albero e le lanciava al pubblico per controllare che si trattava di vere arance. Le lanciava tutte finché non ne rimaneva solo una. Agitava di nuovo la sua bacchetta, ma questa volta contro l'arancia rimasta. Questa si apriva in tre spicchi e al suo interno si intravedeva qualcosa di bianco. Due farfalle meccaniche apparivano da dietro l'albero. Le farfalle prendevano un angolo dell'oggetto bianco e lo aprivano, rivelando il fazzoletto della spettatrice.

## Invenzioni copiate
Le invenzioni di Robert-Houdin furono copiate dal suo meccanico di fiducia, Le Grand, che fu arrestato per aver costruito e venduto illusioni copiate. Molte di queste illusioni finirono nelle mani di alcuni suoi rivali come John Henry Anderson, Robin, Robert Heller e Compars Hermann. Non si sa se questi illusionisti comprarono le illusioni direttamente da Le Grand o se le ottennero da qualcun altro, ma ciò che si sa è che eseguirono questi giochi molto volentieri dopo aver saputo che erano stati inventati da Robert-Houdin.

## Tributi
La sua casa di Blois è stata aperta al pubblico da suo nipote Paul Robert-Houdin nell'aprile del 1966. Ospita un museo ed un teatro ed è chiamata La Maison de la Magie Robert-Houdin. È l'unico museo in Europa a possedere, in un solo luogo, sia una collezione di magia che una struttura permanente per esibizioni. La creazione di una tale sito è strettamente legata alla personalità di Robert-Houdin.
Nel dicembre del 1852, il Teatro di Robert-Houdin si spostò dalla sua posizione originale, al Boulevard des Italiens. La proprietà del teatro passò da Hamilton a Cleverman (François Lahire) e poi al figlio di Robert-Houdin, Emile. Emile era però troppo impegnato per poter esibirisi al teatro, così affido il compito a Pierre Edouard Brunnet.
Dopo la sua morte, la vedova di Emile, vendette il teatro a Georges Méliès nel 1888. Méliès, anche lui prestigiatore ma meglio conosciuto come uno dei primi e dei migliori innovatori del cinema, presentò alcuni dei suoi film proprio nel teatro di Robert-Houdin. Egli scoprì accidentalmente i primi effetti speciali e presentò la sua creazione nel teatro. Uno dei suoi classici è Viaggio nella Luna.
Il teatro fu demolito nel 1924.

## Opere
- (FR) Confidences d'un prestidigitateur, une vie d'artiste, 1858.
- (FR) Les Tricheries des Grecs dévoilées ; l'art de gagner à tous les jeux, 1879  [1861]. URL consultato il 10 maggio 2014.
- (FR) Le Prieuré, organisations mystérieuses pour le confort et l'agrément d'une demeure, 1867. URL consultato il 10 maggio 2014.
- (FR) Note sur de nouveaux instruments propres à l'observation des divers organes de l'œil ainsi qu'à la manifestation des images entoptiques, 1867.
- (FR) Confidences et révélations, Blois, 1868. URL consultato il 10 maggio 2014.
- (FR) Comment on devient sorcier: les secrets de la prestidigitation et de la magie, Paris, 1868. URL consultato il 10 maggio 2014.
- (FR) Magie et physique amusante, Paris, 1877. URL consultato il 10 maggio 2014.

## Filmografia
- Escamotage d'une dame chez Robert-Houdin, regia di Georges Méliès (1896), primo film con effetti speciali
- Robert-Houdin une vie de magicien, regia di Jean-Luc Muller - documentario (1995)
- The Illusionist - L'illusionista (The Illusionist), regia di Neil Burger (2006)
- Hugo Cabret (Hugo), regia di Martin Scorsese (2011), compaiono un automa, delle illusioni di Robert-Houdin e informazioni su come ispirò Georges Méliès